# Blackburn B-7
Blackburn B-7 là một loại máy bay đa dụng hai tầng cánh của Anh, do hãng Blackburn Aircraft chế tạo.

## Tính năng kỹ chiến thuật (máy bay ném bom)
Dữ liệu lấy từ Jackson 1968, tr. 387–8
Đặc điểm tổng quát
- Kíp lái: 2/3
- Chiều dài: 35 ft 4⅓ in (12.08 m)
- Sải cánh: 46 ft 0 in (14.02 m)
- Chiều cao: 12 ft 9 in (3.89 m)
- Trọng lượng có tải: 7.027 lb (3.187 kg)
- Động cơ: 1 × Armstrong Siddeley Tiger IV, 700 hp (520 kW)

Hiệu suất bay
- Vận tốc cực đại: trên độ cao 6.000 ft (1.830) 160 mph (257 km/h)
- Vận tốc hành trình: 100 mph (160 km/h)
- Tầm bay: 540 dặm (870 km)
- Trần bay: 20.000 ft (6.100 m)
- Vận tốc lên cao: 1.200 ft/min (6,1 m/s)

Vũ khí trang bị
- 1 × súng máy Vickers.303 in (7,7 mm)
- 1 × súng máy Lewis.303 in (7,7 mm)